# Wilma de Souza
Wilma de Souza é uma atriz brasileira. É formada pela Escola de Arte Dramática, da USP, em 1971. Recebeu o Prêmio APCA Revelação  pelo trabalho como atriz na peça “Boca de Ouro”, dirigida por Emílio Di Biasi. Como diretora, ganhou o Prêmio Mambembe pela peça “Trecos e Truques”, de sua autoria.

## Carreira
Televisão
| Ano  | Título            | Papel   |
| ---- | ----------------- | ------- |
| 1997 | Canoa do Bagre    | Zenaide |
| 1997 | Direito de Vencer | Sara    |

Filmes
| Ano  | Título      | Papel         |
| ---- | ----------- | ------------- |
| 2003 | De Passagem | Dona Clotilde |
| 2000 | Mário       |               |

Teatro (parcial)
| Título                                | Direção                  |
| ------------------------------------- | ------------------------ |
| Boca de Ouro                          | Emílio Di Biasi          |
| Nos Campos de Piratininga             | Imara Reis               |
| A Claque                              |                          |
| A Luta Secreta de Maria da Encarnação | Marcus Vinícius Faustini |
| Nossa Vida é uma Bola                 | Imara Reis               |
| Bixiga – Um Musical na contramão      | Mário Masetti            |